# Allai
Allai est une commune de la province d'Oristano, dans la région Sardaigne, en Italie.

## Administration
| Période                                  | Période  | Identité         | Étiquette | Qualité |
| ---------------------------------------- | -------- | ---------------- | --------- | ------- |
| 10 mai 2005                              | En cours | Enzo Tonino Saba |           |         |
| Les données manquantes sont à compléter. |          |                  |           |         |

### Communes limitrophes
Busachi, Fordongianus, Ruinas, Samugheo, Siamanna, Siapiccia, Villaurbana.

### Évolution démographique
Habitants recensés